# Бечер, Саймон
Са́ймон Майкл Бе́чер (англ. Simon Michael Becher; 20 июля 1999, Топика, Канзас, США) — американский футболист, центральный нападающий клуба «Сент-Луис Сити».

## Биография
В 2018 году Бечер поступил в Колледж Святого Креста. За университетскую футбольную команду «Холи Кросс Крусейдерс» сыграл 17 матчей, забил семь мячей и отдал две результативные передачи. Был включён в третью символическую сборную Патриот-лиги.
В 2019 году Бечер перевёлся в Сент-Луисский университет. В 2020 году был включён в первую символическую сборную Конференции Atlantic 10. В 2021 году был включён в первую всеамериканскую символическую сборную по версии профессиональной ассоциации футбольных тренеров и первую символическую сборную Конференции Atlantic 10, был признан лучшим игроком атакующего плана Конференции Atlantic 10 и попал в число полуфинальных номинантом на «Херманн Трофи».
В студенческие годы также выступал в Лиге два ЮСЛ: в 2019 году — за клуб «Рединг Юнайтед», в 2021 году — за клуб «Ошен-Сити Нористерс».
11 января 2022 года на Супердрафте MLS Бечер был выбран в первом раунде под общим 16-м номером клубом «Ванкувер Уайткэпс». 18 марта он подписал контракт с «Уайткэпс 2», фарм-клубом «Ванкувер Уайткэпс» в лиге резервистов MLS Next Pro. Его профессиональный дебют состоялся 26 марта в матче стартового тура сезона 2022 против «Хьюстон Динамо 2». 29 мая в матче против «Спортинга Канзас-Сити II» он забил свой первый гол в профессиональной карьере. 4 августа Бечер подписал краткосрочное соглашение с «Ванкувер Уайткэпс» на матч следующего дня против «Хьюстон Динамо». В своём дебюте в MLS он вышел на замену на 82-й минуте вместо Джавейна Брауна и на 88-й минуте забил гол. 9 сентября подписал краткосрочное соглашение с «Ванкувер Уайткэпс» на матч следующего дня против «Колорадо Рэпидз». 17 ноября Бечер подписал с «Ванкувер Уайткэпс» контракт до конца сезона 2023 с опциями продления на сезоны 2024, 2025 и 2026. Оформив дубль в матче против «Клёб де Монреаль» 1 апреля 2023 года, он установил рекорд MLS, став игроком, забившим свои первые четыре гола в лиге за наименьший промежуток времени — всего за 87 минут в трёх матчах. Этот матч принёс ему звание лучшего игрока игрового дня MLS. По окончании сезона 2023 «Ванкувер Уайткэпс» задействовал опцию продления контракта с Бечером на сезон 2024.
17 января 2024 года Бечер перешёл в клуб Первого дивизиона Дании «Хорсенс», подписав контракт до лета 2027 года. По условиям сделки «Ванкувер Уайткэпс» удержит комиссию от будущего трансфера игрока. Свой дебют за «Хорсенс», 23 февраля в матче стартового тура второго круга сезона 2023/24 против «Коллинга», он отметил голом.
23 июля 2024 года Бечер вернулся в MLS, отправившись в аренду в «Сент-Луис Сити» до июня 2025 года, включавшую опцию выкупа с подписанием контракта до конца сезона 2026 с клубными опциями продления на сезоны 2027 и 2028. За «Сент-Луис Сити» дебютировал 27 июля в матче Кубка лиг 2024 против «Далласа». 4 августа в матче Кубка лиг против мексиканского «Хуареса» забил свой первый гол за «Сент-Луис Сити».
Саймон Бечер — племянник футболиста и футбольного тренера Билла Бечера.

## Достижения
Командные
 «Ванкувер Уайткэпс»
- Победитель Первенства Канады: 2023

## Статистика выступлений
| Выступление       | Выступление      | Выступление      | Лига | Лига | Плей-офф | Плей-офф | Кубок | Кубок | Континент | Континент | Итого | Итого |
| Клуб              | Лига             | Сезон            | Игры | Голы | Игры     | Голы     | Игры  | Голы  | Игры      | Голы      | Игры  | Голы  |
| ----------------- | ---------------- | ---------------- | ---- | ---- | -------- | -------- | ----- | ----- | --------- | --------- | ----- | ----- |
| Уайткэпс 2        | MLS Next Pro     | 2022             | 22   | 8    | —        | —        | —     | —     | —         | —         | 22    | 8     |
| Уайткэпс 2        | MLS Next Pro     | 2023             | 1    | 0    | —        | —        | —     | —     | —         | —         | 1     | 0     |
| Уайткэпс 2        | Итого            | Итого            | 23   | 8    | —        | —        | —     | —     | —         | —         | 23    | 8     |
| Ванкувер Уайткэпс | MLS              | 2022             | 1    | 1    | —        | —        | —     | —     | —         | —         | 1     | 1     |
| Ванкувер Уайткэпс | MLS              | 2023             | 19   | 4    | 1        | 0        | 2     | 2     | 3         | 1         | 25    | 7     |
| Ванкувер Уайткэпс | Итого            | Итого            | 20   | 5    | 1        | 0        | 2     | 2     | 3         | 1         | 26    | 8     |
| Хорсенс           | 1-й дивизион     | 2023/24          | 14   | 3    | —        | —        | —     | —     | —         | —         | 14    | 3     |
| Сент-Луис Сити    | MLS              | 2024             | 0    | 0    | —        | —        | —     | —     | 4         | 2         | 4     | 2     |
| Всего за карьеру  | Всего за карьеру | Всего за карьеру | 57   | 16   | 1        | 0        | 2     | 2     | 7         | 3         | 67    | 21    |

Источники: Transfermarkt, Soccerway, Football Database EU.